# Panellus microsporus
Panellus microsporus är en svampart som beskrevs av Corner 1986. Panellus microsporus ingår i släktet Panellus och familjen Mycenaceae.   Inga underarter finns listade i Catalogue of Life.